# Gunhild Seim
Gunhild Seim (*  4. Juni 1973 in Gjøvik) ist eine norwegische Jazz- und Improvisationsmusikerin (Trompete, Komposition).

## Leben und Wirken
Mit ihrer Band Time Jungle (Arild Hoem, Saxophon, John Lilja, Kontrabass, und Dag Magnus Narvesen, Schlagzeug) hat sie seit 2007 Alben veröffentlicht und tourte durch Norwegen, Schweden, Großbritannien und Deutschland. Als Teil des großformatigen Improvisationsensembles Kitchen Orchestra, mit dem sie seit 2010 mehrere Tonträger eingespielt hat, tourte sie international und trat auch im Superdeluxe in Tokio auf, einem Zentrum für experimentelle Musik, Performance und Kunst. 2013 veröffentlichte sie ihr Sextettalbum Story Water, das von der Kritik gewürdigt wurde. Mit John Lilja arbeitete sie auch im Duo Chattermack, mit Marilyn Crispell und David Rothenberg spielt sie im Trio (Grenseland 2018). Als Interpretin arbeitete sie unter der Leitung von Alexander von Schlippenbach, Evan Parker, Geir Lysne und Nils Henrik Asheim. Auch ist sie auf Alben von Karianne Arntzen, Katya Sourikova, Elin Furubotn, Tore Meberg und Britt Synnøve Johansen zu hören.
Ihre Kompositionen wurden von Künstlern wie Marilyn Crispell, Trym Bjønnes und vom Kitchen Orchestra, Banff Jazz Orchestra sowie dem Norwegian Wind Ensemble aufgeführt. Kompositionsaufträge kamen von Vossajazz und dem Stavanger Jazzforum.